# Zeta Beta Tau
Zeta Beta Tau (ΖΒΤ) est une fraternité étudiante masculine. ZBT a été fondée le 29 décembre 1898 comme la première fraternité sioniste juive. Actuellement, Zeta Beta Tau a abandonné sa demande d'appartenance à la religion juive, ainsi qu'à l'idéologie sioniste qu'elle avait à sa fondation.
Depuis 1954, Zeta Beta Tau n'est plus une organisation sectaire, et ouvre désormais ses portes aux membres non juifs, ayant changé sa politique d'admission afin d'accueillir n'importe quel jeune homme de bon caractère. ZBT valorise maintenant la diversité ethnique de ses membres. Quatre fraternités ont fusionné avec Zeta Beta Tau par le passé: Phi Alpha, Kappa Nu, Phi Sigma Delta et Phi Epsilon Pi.
Zeta Beta Tau a été fondée en 1898 en tant que première fraternité juive des États-Unis.
La fraternité Zeta Beta Tau a été dirigée jusqu'à sa mort par Richard James Horatio Gottheil, professeur de langues étrangères de l'Université Columbia. À la convention nationale de 1954, les délégués ont modifié la constitution, les rituels, et les procédures internes de Zeta Beta Tau, autant dans la théorie que dans la pratique, pour éliminer le sectarisme, et ont changé sa politique d'appartenance.
Actuellement, la fraternité Zeta Beta Tau a environ 140.000 membres, avec des chapitres et des colonies dans plus de 90 campus. Zeta Beta Tau a aboli la pratique du « pledging » en 1989, afin d'éliminer toute forme de bizutage, et a remplacé cette pratique par une autre procédure selon laquelle les nouveaux membres sont acceptés comme des frères au sein de la fraternité.
Dans une réunion à l'été 2002 du conseil suprême de ZBT à Pittsburgh, en Pennsylvanie, l'organisation Children's Miracle Network Hospitals a été choisie pour être aidée officiellement par la fraternité Zeta Beta Tau, pour des levées de fonds.